# Pre-IPO
Pre-IPO (auch Vorfeld Börsengang) ist eine späte Phase der Entwicklung eines privaten Unternehmens, wenn es bereits ein gut entwickeltes Geschäft und ein stabiles Einkommen hat, aber seine Anteile in Form von Aktien noch nicht auf dem öffentlichen Markt notiert sind. Der Begriff setzt sich aus der englischen Übersetzung des lateinischen Präfixes pre, das als vorangestelltes Wortbildungselement in Fremdwörtern die Bedeutung vor hat und dem englischen Begriff für Börsengang englisch initial public offering, IPO, zusammen.
Im anglo-amerikanischen Finanzbereich bezeichnet der Begriff pre-IPO auch den Verkauf von Wertpapieren durch ein privates Unternehmen außerhalb des öffentlichen Marktes vor der Notierung, was für das Unternehmen eine Möglichkeit ist, Mittel für die Entwicklung noch vor der Notierung an der Börse zu sammeln. Zum Beispiel hat der britische Dienst Lyst im Jahr 2021 rund 70 Millionen Euro im Rahmen einer pre-IPO Investitionsrunde gesammelt.

## Wertentwicklung und Handel
Der Wert einiger Unternehmen, hauptsächlich aus dem Technologiesektor, wächst schnell, sobald aber ihre Aktien an der Börse erscheinen, steigt der Aktienpreis aufgrund der hohen Nachfrage sehr schnell, was ihre Rentabilität für Privatanleger verringert. Mit dem pre-IPO Handel ist eine Möglichkeit gegeben, in Aktien eines Unternehmens zu investieren, bevor deren Preis stark gestiegen ist, jedoch mit geringerem Risiko im Vergleich zu früheren Finanzierungsphasen.
Eine ähnliche Situation war insbesondere bei Airbnb oder DoorDash für Investoren der Fall, die in Aktien investiert hatten, bevor sie diese als erfolgreich eingestuft hatten.
Im Jahr 2015 hat die Deutsche Börse eine spezielle Plattform für Unternehmen entwickelt, die die Finanzierung der pre-IPO-Phase unterstützt.

## Anlagen in der pre-IPO-Phase
Privatanlegern ist es praktisch unmöglich, Aktien von vielversprechenden privaten Unternehmen direkt zu erwerben, was große Investitionssummen (von mehreren Millionen Euro an aufwärts) und lange Wartezeiten erfordert. Es gibt allerdings spezialisierte Fonds, die auf der Grundlage von pre-IPO Aktien Instrumente wie ETF, die für eine breite Palette von Investoren zur Verfügung stehen, auf Anlagen in private Unternehmen spezialisiert sind.
Auch hat sich der Zugang zu Anlagen in private Unternehmen, einschließlich des Handels mit ihren Aktien im pre-IPO Handel, mit der Entwicklung digitaler Plattformen vereinfacht. Der Aufbau eines digitalen Dienstes für Anlagen in private Unternehmen wird unter anderem von der Deutschen Bank Berenberg und Moonfare durchgeführt.
Im Jahr 2020 investierten in Deutschland rund 12,6 Milliarden Euro in das Kapital privater Unternehmen und damit doppelt so viel wie 2010 (weniger als 5 Milliarden Euro).

## Futures auf pre-IPO
Basierend auf Aktien von Unternehmen in der pre-IPO-Phase können derivative Handelsinstrumente erstellt werden, mit denen in Aktien dieser privaten Unternehmen, die Privatinvestoren nicht zur Verfügung stehen, investiert werden kann. Zum Beispiel führte die FTX-Börse eine Futures-Notierung auf der Basis von Aktien des privaten Unternehmens Coinbase durch, nachdem sie Pläne für einen IPO angekündigt hatte. Die Börse UTEX eröffnete kurz vor dem Börsengang der Unternehmen Handels-Futures auf Coursera- und DigitalOcean-Aktien.